# Facilitátor

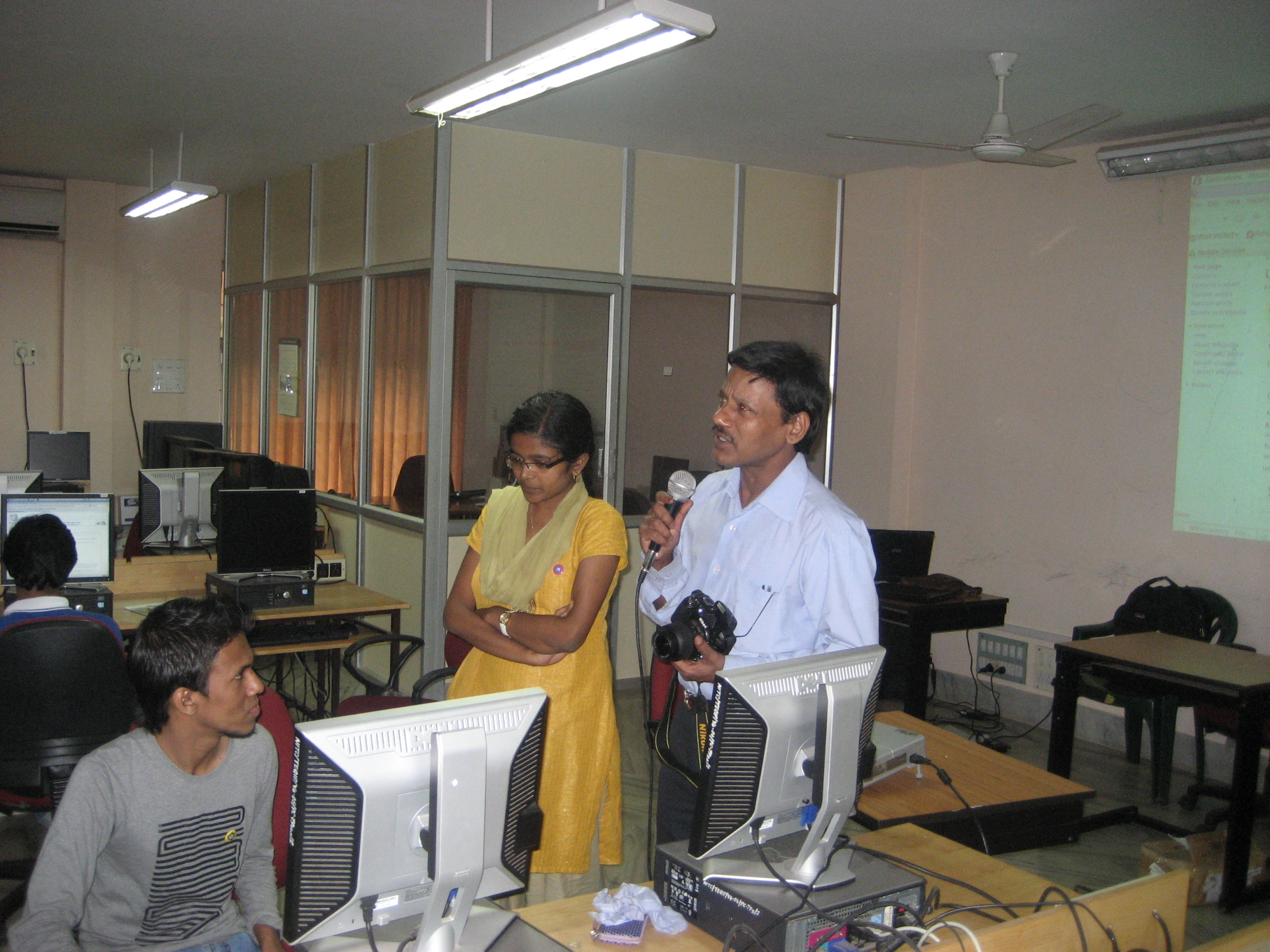
Facilitátoři

Facilitátor je odborník na vedení diskuse. Na rozdíl od moderátora aktivně řídí diskusi a odpovídá za její průběh, ale nikoliv za její obsah.

## Náplň činnosti facilitátora
Úkolem facilitátora je usnadnit komunikaci a dát účastníkům diskuse možnost, aby se mohli soustředit na věcnou stránku problému a jeho řešení. Role facilitátora bývá přirovnávána k porodní asistentce, která sice pomáhá při narození dítěte, ale není jeho rodičem. Facilitátor musí být vždy nestranný, a to i když se v diskusi vyskytne spor.
Facilitátor dbá na dodržování dohodnutých pravidel diskuse. Sleduje například, zda diskutující nepřesáhl dobu vymezenou pro diskuzní příspěvek, pokud byla dohodnuta. Na druhé straně povzbuzuje některé zdrženlivější účastníky diskuse. Facilitátor vždy musí vést diskusi směrem k dosažení shody. Pokud shoda není možná, měl by se pokusit alespoň objasnit jádro problému. Facilitátor obvykle též dělá během diskuse shrnující poznámky.

## Požadavky na facilitátora
Na facilitátora je kladena řada požadavků, jako např. schopnost pozorně naslouchat diskutujícím, respektovat diskutující, snažit se je pochopit, v potřebné míře parafrázovat výroky diskutujících, za každé situace zachovat nestrannost a umět zabránit případným konfliktům mezi diskutujícími. Facilitátor ale ve výsledku vždy musí jednat tak, aby přispěl k tvořivosti skupiny.

## Některé stručné definice facilitátora
- Fyzická osoba, která umožňuje skupinám a institucím pracovat efektivněji a dosáhnout lepší součinnosti.
- Ten, kdo ovlivňuje chování skupiny tak, že skupina je schopna efektivně fungovat a dělat kvalitní rozhodnutí.
- Úkolem facilitátora je podporovat nejlepší myšlenky a postupy všech účastníků skupiny.

## Mezinárodní asociace facilitátorů
V roce 1993 byla založena mezinárodní organizace, sdružující facilitátory (The International Association of Facilitators).

## Praxe
Během roku 2007 byly v Indii nainstalovány automaty na prodej jízdenek vybavené jednoduchým dotykovým displejem a vyžadující použití předplacených čipových karet. Jejich využití bylo nízké a cestující raději čekali 20 až 30 minut u běžných pokladen. V roce 2011 železnice umožnila zaměstnancům, aby v mimopracovní době nebo o dovolené pracovali jako „facilitátoři“. Do jednoho měsíce se použití automatů zvýšilo o 20 %.